# Michail Krivonosov
Michail Krivonosov (rusky Михаил Петрович Кривоносов), (1. května 1929 Minsk – 11. listopadu 1995 Kryčaŭ) byl sovětský atlet specializující se na hod kladivem, mistr Evropy z roku 1954.
V padesátých letech 20. století patřil mezi světovou špičku kladivářů. V roce 1954 se stal mistrem Evropy, na olympiádě v Melbourne o dva roky později získal stříbrnou medaili. Stejného úspěchu dosáhl na evropském šampionátu v roce 1958. Během své kariéry celkem šestkrát zlepšil světový rekord v hodu kladivem, nejvíce na 67,32 metru.